# Караул-Кая (Бабуган-Яйла)

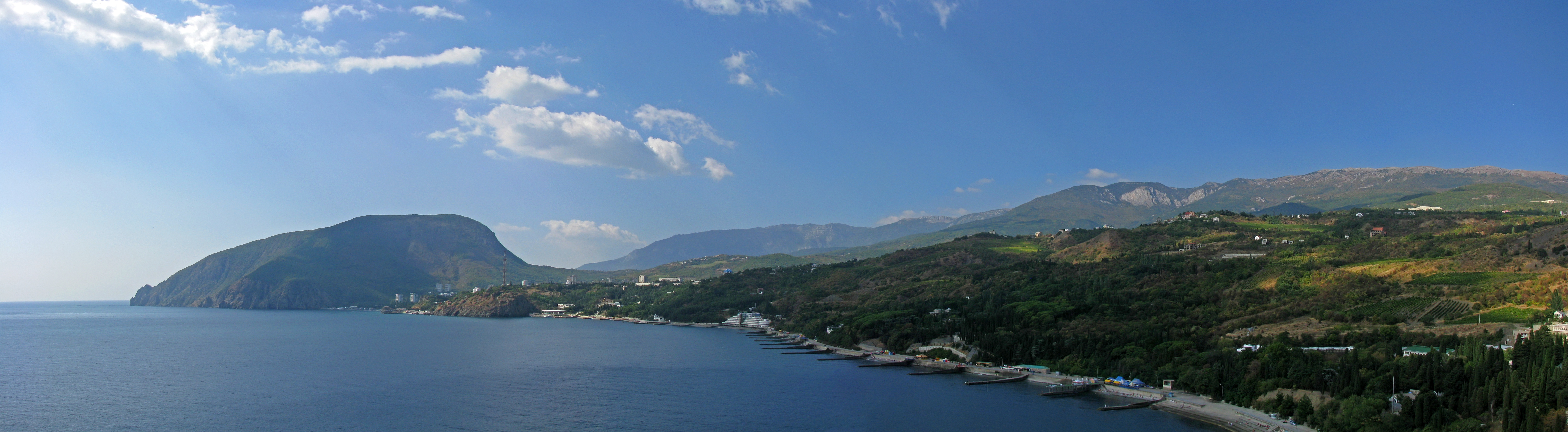
Гора Караул-Кая спускається лісистим відрогом до г. Аю-Даг.

Карау́л-Кая́, Караву́л-Кая́ (крим. Qaravul Qaya — «сторожова гора») — лісиста гора в Криму на південно-західних схилах Бабуган-Яйли. Висота гори — 1268 м. Трохи західніше розташована вкрита лісом гора Кобоплу (993 м). Далі на захід — Альтанка вітрів — пам'ятка Південного узбережжя Криму.
Гора Караул-Кая знаходиться по лінії Роман-Кош — гора Аю-Даг і спускається відрогом до Аю-Дагу.